# دونالد جون روبرتس
دونالد جون روبرتس هو اقتصادي كندي، ولد في 11 فبراير 1945.